# Amazonezanger
De amazonezanger (Myiothlypis flaveola; synoniem: Basileuterus flaveolus) is een zangvogel uit de familie Parulidae (Amerikaanse zangers).

## Verspreiding en leefgebied
Deze soort telt 2 ondersoorten:
- M. f. pallidirostris: noordoostelijk Colombia en noordelijk Venezuela.
- M. f. flaveola: het Amazonebekken.